# Felipe Dietrich de Waldeck
Felipe Dietrich, también conocido como Felipe Teodoro (2 de noviembre de 1614 en Arolsen-7 de diciembre de 1645 en Korbach), fue el Conde reinante de Waldeck-Eisenberg desde 1640 hasta su muerte.

## Familia
Era el hijo del Conde Wolrad IV de Waldeck-Eisenberg y de su esposa Ana de Baden-Durlach, heredero del Señorío de Cuylenburg en los actuales Países Bajos. En 1639 en Culemborg, contrajo matrimonio con la Condesa María Magdalena de Nassau-Siegen. Con ella tuvo varios hijos, incluyendo a su sucesor Enrique Wolrad. Otro hijo, Florentino Guillermo murió en la infancia. Su hija la Condesa Amalia Catalina de Waldeck-Eisenberg se casó con el Conde Jorge Luis I de Erbach-Erbach.

## Biografía
De la reclamación de herencia de su madre, Felipe Dietrich recibió los Señoríos de Kinsweiler, Engelsdorf, Frechen y Bachem en la región de Eifel. Hizo varios viajes a Francia y sirvió en el Ejército holandés durante largo tiempo.
En 1639, murió el Conde Floris de Pallandt, el poseedor de los Señoríos de Cuylenburg, Werth, Pallandt y Wittem. Felipe Dietrich heredó estas posesiones vía su madre. En 1640, heredó Waldeck-Eisenberg. Alternó su residencia entre el Castillo de Eisenberg y Culemborg. Luchó en una prolongada batalla legal sobre las reclamaciones de su madre en el Eiffel. Al final, no las recibió, pero tuvo que aceptar una compensación monetaria.